# ATM (Clementino)
ATM è un singolo del rapper italiano Clementino, pubblicato l'8 aprile 2022 come unico estratto dall'ottavo album in studio Black Pulcinella.

## Video musicale
Il video, diretto da Antonio Gerardo Risi, è stato pubblicato in concomitanza del lancio del singolo sul canale YouTube del rapper.
Nel video si può vedere Clementino davanti alla telecamera di un bancomat che imita diversi cantanti famosi, tra cui Sfera Ebbasta, La rappresentante di lista, Colapesce e Dimartino e Morgan.

## Tracce
Testi e musiche di Clemente Maccaro e Luigi Castaldo.
1. ATM – 3:02